# Cocodril marí
El cocodril marí, cocodril d'estuari o cocodril porós (Crocodylus porosus) és el rèptil més gros que existeix, amb una longitud d'uns 6 metres. Les principals poblacions es troben des del sud-est asiàtic fins al nord d'Austràlia, on se'ls coneix com a salties. Està estretament emparentat amb el cocodril del Nil (Crocodylus niloticus) i guarda amb ell un gran nombre de similituds, entre aquestes la de ser perillós per als humans.

## Característiques
Un mascle gran i generalment d'edat avançada pot pesar de 1.100 a 1.500 kg, i mesurar de 6 a 7 metres de longitud. A pesar del seu aspecte desairós, un cocodril marí pot ser excepcionalment àgil dins de l'aigua, amb velocitats de fins a 43 km/h; poden avançar fins a 4 metres d'un sol impuls de cua. També són bastant ràpids en terra ferma, però tan sols durant curts períodes.
És el cocodril que s'endinsa més freqüentment al mar, trobant-se'l en diferents ocasions a molta distància de terra ferma. Una membrana protectora translúcida li protegeix cada ull durant la natació, fet que li permet veure perfectament sota l'aigua. També s'empassa pedres que l'ajuden a maniobrar la flotabilitat.

## Distribució
Viu en rius, llacs, pantans i estuaris de l'oest de l'Índia, Sri Lanka, Bangladesh, sud d'Indoxina, Malàisia, les Filipines, Indonèsia, Nova Guinea i nord d'Austràlia, preferentment en zones properes a la costa.
El seu hàbitat preferit són els pantans, on s'amaga i ataca preses que poden ser molt més grans que ell. Els rius australians on habita solen anomenar-se rius d'Alligator, malgrat que aquest animal no està gaire estretament emparentat amb l'aligator americà (Alligator mississippiensis).

## Hàbits de presa

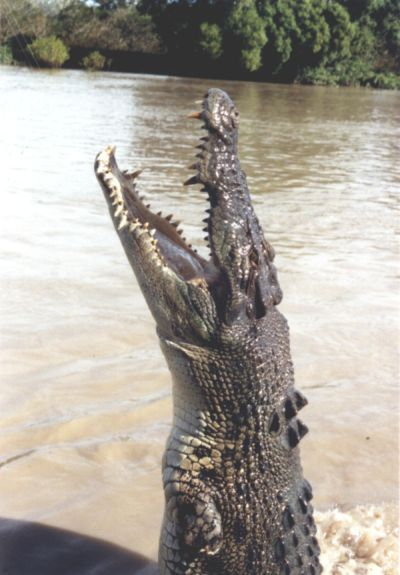
Crocodylus porosus

En terra es comporta com un carnívor oportunista que captura les seves preses quan s'aproximen a l'aigua per beure. Aleshores, el cocodril les enganxa per sorpresa amb les seves potents mandíbules (capaces de trencar-li una pota o aixafar el crani a un boví de mida gran), les arrossega i ofega a l'aigua. Si el cocodril no té preses, tampoc menysprea la carronya.
Normalment, aquesta espècie mata diverses persones cada any. És famosa la gran matança de 1945 ocorreguda a l'illa Ramree (Myanmar), en què els cocodrils marins haurien matat i devorat un miler de soldats d'ocupació japonesos en una sola nit, quan travessaren una zona pantanosa per escapar de les tropes britàniques. Aquesta història, però, ha estat posada en dubte per especialistes del comportament d'aquests animals.
Quan atrapa alguna presa utilitza diferents formes de matar-la, segons la mida: si és més petita que ell la sacseja contra l'aigua i li trenca el coll; si la presa és més grossa, fa un gir per ofegar-la i matar-la.

## Reproducció
En el temps de reproducció, després de l'aparellament, la femella pon fins a 90 ous, que oculta a la terra (segons la temperatura, naixen mascle o femella). Un cop naixen, la femella els transporta a la cavitat de la seva boca fins a l'aigua.